# Cidade de Deus
|  | Per a altres significats, vegeu «La ciutat de Déu». |

Cidade de Deus és una pel·lícula brasilera de 2002, dirigida per Kátia Lund i Fernando Meirelles. El guió va ser adaptat per Bráulio Mantovani a partir d'una novel·la de Paulo Lins. El repartiment comptava amb Alexandre Rodrigues, Leandro Firmino da Hora, Jonathan Haagensen, Douglas Silva i Seu Jorge.
L'obra explica la història dels habitants d'una favela amb aquest nom a partir de diversos flaixbacs des del punt de vista del seu protagonista. S'oposen diferents maneres de viure d'uns joves enmig la misèria, les armes i el tràfic de drogues i com miren de progressar.
La pel·lícula va optar a diversos Oscars, entre altres premis.

## Personatges
- Alexandre Rodrigues com Buscapé: un jove madur i apassionat per la fotografia. Tot i haver nascut en les faveles i estar destinat a una vida de violència, drogues i mort aconsegueix escapar d'aquest futur gràcies a la seva perseverança. Personatge inspirat en Wilson Rodrigues, un jove que es va criar entre faveles i va aconseguir escapar gràcies a la publicació de les seves fotografies.

- Alice Braga com Angelica: una noia jove moguda per interessos que manté una relació amb Buscapé. Posteriorment és seduïda per Bené i estableixen una relació.
- Leandro Firmino] com Zé Pequeno un traficant de drogues caracteritzat per la seva necessitat de poder i violència. Creix envoltat dels delinqüents més importants de la favela fins a fer-se amb tot el negoci de la droga del poblat. La seva relació amb Buscapé és escassa i es basa principalment en l'intercanvi de necessitats, Dadinho necessita reconeixement i Buscapé una fotografia que el doni a conèixer en el món de la premsa. Aquest narcotraficant existí en la vida real i va ser conegut com a Dadinho abans d'adoptar el sobrenom de Zé Pequeno.Tanmateix, segons investigadors i testimonis, es va tractar d'un personatge semi-ficcional per tal d'afegir dramatisme a la pel·lícula.
- Phellipe Haagensen com Bené: el millor amic de Zé Pequeno, és un jove extravertit que troba el seu lloc en el món de la droga fent de nexe entre els adinerats i els delinqüents.
- Douglas Silva com Dadinho: un nen que és criat envoltat de la delinqüència i violència de les faveles. De gran es dona a conèixer amb el sobrenom de Zé Pequeno, el traficant més important del poblat.
- Matheus Nachtergaele com Cenoura: comença com a camell per "El Grande" i acaba per ser el gerent del local on es distrubuïa la droga.
- Seu Jorge com Mané/Manuel Galinha: venedor de tiquets que treballa per una línia d'autobusos. Després que Zé Pequeno violi a la seva xicota s'alia amb Cenoura, amb l'únic objectiu de posar fi a la vida de Dadinho.
- Graziella Moretto com Periodista Marina Cintra: una periodista que contacta amb Buscapé com a fotògraf. És la dona amb la qual Buscapé manté una relació sexual.
- Daniel Zettel com Thiago: el novio d'Angelica que posteriorment s'alia amb Zé Pequeno. És un drogaddicte.
- Darlan Cunha com Filé com Fritas: un jove que s'ajunta amb la banda de Zé Pequeno.
- Charles Paraventi com Tio Sam: un traficant d'armes.
- Edson Montenegro com pare de Buscapé i Marreco
- Arlindo Lopes com Cocota
- Babu Santana com Grande
- Christian Duurvoort com Paulista
- Gero Camilo com Paraíba
- Micael Borges com Caixa Alta
- Roberta Rodrigues com Berenice
- Thiago Martins com Lampião
- David Medina com El capo

## Argument
Ciudade de Deus és un film que es remunta a la dècada dels anys 60, on es presenta la favela com un projecte d'habitatges de nova construcció amb pocs recursos. Cabeleira, Alicate i Marreco són tres lladres que conformen el "Trio Ternura" són el temor dels propietaris dels negocis locals. Dadinho i Bené (Germà de Cabeleira), dos nens de només 11 anys acompanyen al "Trio Ternura" allà on van. Una nit, Dadinho proposa assaltar un hotel i així procedeixen. Malgrat això, Cabeleira, obliga a Dadinho a vigilar que no vingui la policia i en cas que així sigui, que avisi disparant un vidre. Dadinho resignat decideix enganyar el "Trio Ternura" disparant abans de temps per tal de fer-los fugir i entrar ell sol a l'hotel. Un cop és dins, assassina a tothom qui hi ha, incomplint la norma posada pels tres lladres, no matar. Dadinho i Bené decideixen fugir de la favela fins que l'ambient es calmi. Finalment, el "Trio Ternura" es dissol i el film comença a desenvolupar la vida de Buscapé (germà de Marreco).

La història comença amb la generació del 1960 i finalitza amb la generació de joves del 1980, mostrant el deteriorament progressiu que pateix la favela.

## Guardons

### Premis
| Publicació | Pais | Premi                                      | Any  | Posició |
| ---------- | ---- | ------------------------------------------ | ---- | ------- |
| Empire     | EUA  | Les millors pel·lícules del cinema mundial | 2010 | 5       |
| IMDb       | EUA  | Les millors pel·lícules de la història     | 2011 | 21      |
| Paste      | EUA  | Les millors pel·lícules de la dècada       | 2009 | 1       |

|                                     | Any  | Categoria                             | Persona                       |
| ----------------------------------- | ---- | ------------------------------------- | ----------------------------- |
| Premis BAFTA                        | 2002 | Millor muntatge                       | Daniel Rezende                |
| Premis New York Film Critics Circle | 2003 | Millor pel·lícula de parla no anglesa | Fernando Meirelles Kátia Lund |

- Menció especial per Fernando Meirelles al Festival Internacional de Cinema de Toronto

### Nominacions
| Any  | Categoria           | Persona            |
| ---- | ------------------- | ------------------ |
| 2003 | Millor direcció     | Fernando Meirelles |
| 2003 | Millor fotografia   | César Charlone     |
| 2003 | Millor muntatge     | Daniel Rezende     |
| 2003 | Millor guió adaptat | Bráulio Mantovani  |

| Any  | Categoria                             | Persona |
| ---- | ------------------------------------- | ------- |
| 2003 | Millor pel·lícula de parla no anglesa |         |

| Any  | Categoria                             | Persona                       |
| ---- | ------------------------------------- | ----------------------------- |
| 2003 | Millor pel·lícula de parla no anglesa | Fernando Meirelles Kátia Lund |

## Curiositats
Cidade de Deus és un film basat en una història real en la qual, la gran majoria dels personatges van ser escollits d'entre els habitants de les pròpies faveles. Degut a l'impacte del film arreu del món es va realitzar el documental Cidade de Deus - dez anos depois per deixar constància dels diferents camins que van emprendre cadascun dels actors principals després de la fama.
El documental es troba disponible en la plataforma Netflix des de l'any 2013 en més de cinc idiomes.